# Tvrtko Kale
Tvrtko Kale (Samobor, 5 giugno 1974) è un ex calciatore croato, di ruolo portiere.

## Palmarès

### Competizioni nazionali
- Campionato croato: 1

Hajduk Spalato: 2004-2005
- Supercoppa di Croazia: 1

Hajduk Spalato: 2005
- Campionato israeliano: 1

Beitar Gerusalemme: 2007-2008
- Coppa d'Israele: 2

Beitar Gerusalemme: 2007-2008, 2008-2009
- Coppa Toto: 1

Hapoel Haifa: 2012-2013